# Stine Prætorius
Stine Prætorius (født 4. april 1975 i Glostrup) er en dansk skuespiller.
Prætorius er uddannet fra Skuespillerskolen ved Odense Teater i 2003. Hun har haft roller på Jomfru Ane Teatret, Folketeatret, Odsherred Teater, Det Danske Teater, Svalegangen, Plan B, Det Danske Teater, Teater V og Det Kongelige Teater.

## Filmografi

### Film
| År   | Titel           | Rolle                   | Noter |
| ---- | --------------- | ----------------------- | ----- |
| 2004 | Lad de små børn | Ansat på arkitektkontor |       |
| 2013 | Kvinden i buret | Læge                    |       |

### Tv-serier
| År   | Titel           | Rolle        | Noter       |
| ---- | --------------- | ------------ | ----------- |
| 2009 | Livvagterne     |              |             |
| 2009 | Forbrydelsen II | Louise Raben | 10 episoder |
| 2016 | Dicte           | Sabine       | 2 episoder  |
| 2018 | Broen           | Vibeke       | 1 episode   |